# 出村文男

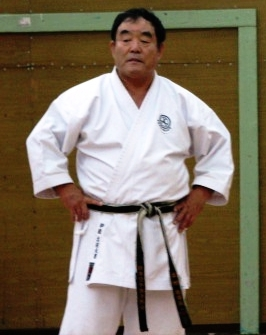

出村 文男（でむら ふみお、1938年9月15日 - 2023年4月24日）は、日本の武道家（空手家）、空手指導者。段位は七段（錬士）、国際糸東流空手道玄武会の会長を務める。神奈川県横浜市出身、アメリカ在住。

## 経歴
1938年（昭和13年）、横浜に生まれる。10歳で武術に触れ、12歳から糸東流の坂上隆祥の道場で空手を学ぶ。1956年（昭和31年）に初段（黒帯）となり、翌年から大会への出場を始めると共に、1958年（昭和33年）頃から琉球古武術を平信賢より学んだ。1960年（昭和35年）、東日本空手道選手権大会で優勝、翌61年、全日本空手道選手権大会で優勝した。
1965年（昭和40年）、Dan Ivanの招聘で渡米。アメリカで糸東流の道場を開いた。1969年（昭和44年）以降、アミューズメントパーク（ジャパニーズビレッジ）やラスベガスのホテルなどでの空手ショー（ショー・コスギを連れて）で人気を博するとともに、糸東流糸洲会のアメリカにおける最高指導者となった。
2003年（平成15年）、糸洲流空手道国際連盟から分裂、糸東流玄武会を設立。
2023年（令和5年）4月24日、死去。84歳没。

## 備考
毎年、2月下旬に出村文男・主催の「ANNUAL INTERNATIONAL KARATE-DO CHAMPIONSHIPS」が行われる。日本からは、出村氏の友人でもあり幼馴染みの息子でもある西木健（国士舘大学）が日本の選手を連れて参加している。

## 映画人としての活動
初めてのハリウッド映画のスタントは、ドン・テイラー監督『ドクター・モローの島』（1977年）で、トラに襲われる半獣人役が最初のスタントになる。1980年代には『ベスト・キッド』でミスター・ミヤギを演じたパット・モリタのスタントを担当した。また、『ライジング・サン』（1993年）や『モータル・コンバット』（1995年）『NINJA』（2009年）などにも出演している。『The Real Miyagi』（2016年）に出演。

## 著名な友人・弟子
- ブルース・リー
- チャック・ノリス
- スティーヴン・セガール
- ショー・コスギ
- 生島ヒロシ
- ウェズリー・スナイプス
- 吉田潤喜・ヨシダグループ会長兼CEO